# 2020 год в истории общественного транспорта
В этой статье перечисляются основные события из истории общественного транспорта (прежде всего трамваев, троллейбусов и автобусов) в 2020 году. Информация об истории метрополитенов и железнодорожного транспорта находится в отдельных статьях.

## События

### Россия
- Апрель — укладка трамвайных путей в городе Верхняя Пышма[1].
- 13 апреля — закрылась троллейбусная система в городе Тверь[2][3].
- 25 августа — закрылась троллейбусная система в городе Москва[4].
- 29 августа — завершение строительства кольцевого казанского скоростного трамвая[5][6][7].
- 4 сентября — открылся музейный маршрут № Т московского троллейбуса, фактически открыв его заново[8].

### Мир
- 10 января — открылась трамвайная система в Маврикии[9].
- 1 марта — общественный транспорт в Люксембурге стал бесплатным[10].
- 1 мая — открылась трамвайная система в округе Тяньшуй (Китай)[11].
- 25 мая — открылась трамвайная система в городе Куэнка (Эквадор)[12].
- 1 октября — открылась трамвайная система в уезде Мынцзы (Китай)[13].
- 13 декабря — открылась трамвайная система в городе Лунд (Швеция)[14].